# Jason Mitchell
Jason Mitchell (New Orleans, 5 januari 1987) is een Amerikaanse acteur.

## Carrière
Jason Mitchell begon zijn filmcarrière met het vertolken van kleine bijrollen in films als Texas Killing Fields (2011) en Contraband (2012). In 2015 brak hij door met zijn hoofdrol in Straight Outta Compton. In de biografische film over hiphopgroep N.W.A vertolkte hij rapper Eazy-E.
In 2017 vertolkte Mitchell een bijrol in de monsterfilm Kong: Skull Island en had hij een hoofdrol in de boekverfilming Mudbound.